# Station Ulzburg Süd
Station Ulzburg Süd is een spoorwegstation in de Duitse gemeente Henstedt-Ulzburg. Het station werd in 1953 geopend.